# Taguatinga EC
Taguatinga EC is een Braziliaanse voetbalclub uit Taguatinga, in het Federaal District. 

## Geschiedenis
De club werd opgericht in 1964 en werd vijf keer staatskampioen. In 1999 degradeerde de club uit de hoogste divisie. Nadat de club jarenlang niet actief was fuseerde deze op 25 juni 2018 met Atlético Taguatinga en slokte deze club die in de tweede klasse speelde op. 

## Erelijst
- Campeonato Brasiliense

1981, 1989, 1991, 1992, 1993